# نبرد آنی
معركة آنی (ارمنی: Անի ճակատամարտ) معركة دارت بين سلاجقة والبيزنطي وقائد المعركة السلطان ألب أرسلان ضد الجنرال رومانوس ديوجين وحسمت معركة للسلاجقة